# El Llac (la Vall de Bianya)
el Llac és una masia al veïnat de Sant Pere Despuig (la Vall de Bianya la Garrotxa). És un mas de planta rectangular i teulat a dues aigües amb els vessants vers les façanes principals. Disposa de baixos, dos pisos i golfes. A la façana de tramuntana, destaca una eixida avançada sostinguda per quatre arcades de pedra. A la de migdia hi ha diverses obertures bastant modificades per aprofitar les estones de sol. La porta principal és a llevant amb la llinda: "18 [±] 21", possiblement la data d'alguna remodelació. Completen el conjunt l'era de batre, una àmplia pallissa i cabanes.
La família Soler va adquirir dels Bianya, en lliure i franc alou, la propietat de Sant Pere del Puig. En morir Arnau de Soler, deixà la Casa del Puig a l'hereu Bertran, consignant la corresponent llegítima al seu altre fill Ramon (militar). Aquest va morir carregat de deutes, pel qual la seva vídua va vendre al seu cunyat tot el que posseïen a Sant Pere de Bianya pel preu de 4.900 sous barcelonesos. En Bertran va signar la venda a favor de fra Guillem, abat de Camprodon, el 25 de febrer de 1276, anant compresos els masos Crosa, Llac, Carrera, Aulines, Bosc, Masoveria i Soler, com també els drets que pogués tenir sobre el mas Brugada amb tots llurs feus i alous, per 10.250 sous.